# Arrondissement Épinal
Arrondissement Épinal je správní územní jednotka ležící v regionu Lotrinsko ve Francii. Člení se dále na 15 kantonů a 251 obcí.

## Kantony
- Bains-les-Bains
- Bruyères
- Charmes
- Châtel-sur-Moselle
- Darney
- Dompaire
- Épinal-Est
- Épinal-Ouest
- Le Thillot
- Monthureux-sur-Saône
- Plombières-les-Bains
- Rambervillers
- Remiremont
- Saulxures-sur-Moselotte
- Xertigny